# Kunowo (Kobylanka)
Kunowo (deutsch Kunow a./Straße) ist ein Dorf in der Woiwodschaft Westpommern in Polen. Es gehört zur Gmina Kobylanka (Gemeinde Kublank) im Powiat Stargardzki (Stargarder Kreis).

## Geographische Lage

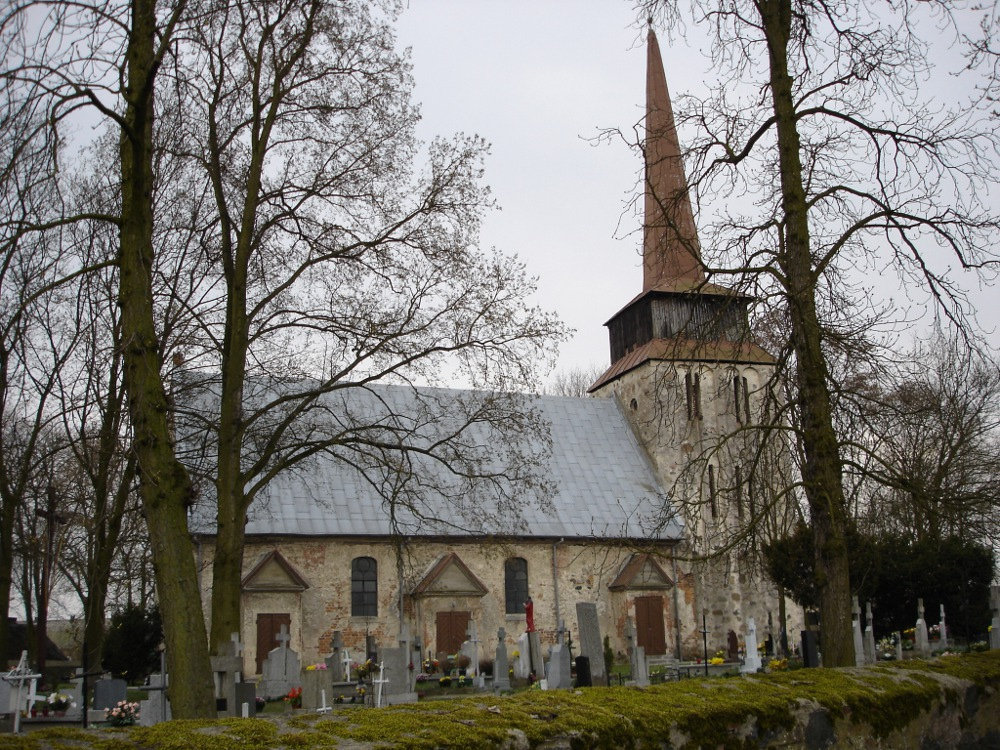
Dorfkirche

Kunowo liegt in Hinterpommern, etwa sieben Kilometer westlich der Stadtmitte von Stargard (Stargard in Pommern) und 27 Kilometer östlich von Stettin (Szczecin) am Ostufer des durchschnittlich 4,5 Kilometer breiten und sich 22 Kilometer weit von Norden nach Süden erstreckenden See Miedwie (Madüsee). Der Nachbarort Skalin (Schellin) im Süden ist zwei Kilometer entfernt, Grzędzice (Seefeld) im Norden 4,7 Kilometer.

## Geschichte
Das Kirchdorf Kunow an der Straße erhielt seinen Namenszusatz ursprünglich zur Unterscheidung von dem nahe gelegenen Dorf Barnimskunow im Landkreis Pyritz.  Aus demselben Grund wurde es im 13. Jahrhundert auch Bischofskunow genannt. Zwar liegt die Ortschaft an der alten Heerstraße Pyritz–Stettin, doch der Namenszusatz bezog sich ursprünglich wahrscheinlich auf das große Sumpf- und Waldgebiet, das sich nördlich an den Madüsee anschloss und Straßne genannt wurde.
Die erste überlieferte urkundliche Erwähnung stammt aus dem Jahr 1248. Im Jahre 1284 wurde durch einen Vertrag mit dem Markgrafen von Brandenburg bestimmt, dass die Burg Strasne abgebrochen werden sollte. Statt Kunow wurde früher auch Cunowe, Conow oder Cunow geschrieben.
Die Gemarkung der Gemeinde Kunow hatte Anfang der 1930er Jahre eine Flächengröße von 16,3 km² und auf dem Gemeindegebiet standen insgesamt 125 Wohnhäuser. Neben Kunow bestanden die Wohnplätze Grünhof, Gutsvorwerk Kunow, Lindenberg, Neuhaus und Silberne Maräne. Bis 1945 gehörte Kunow an der Straße zum Landkreis Saatzig in der Provinz Pommern. Es war Amtsdorf für Seefeld, Saarow, Lübow, Bruchhausen und Mulkenthin. Als Amtsdorf verfügte Kunow a./Straße über ein eigenes Standesamt.
Gegen Ende des Zweiten Weltkriegs wurde Kunow Anfang März 1945 von der Sowjetarmee besetzt. Nach Kriegsende wurde die Ortschaft als Kunowo Teil Polens.

## Entwicklung der Einwohnerzahl
| Jahr | Anzahl | Anmerkungen                                              |
| ---- | ------ | -------------------------------------------------------- |
| 1910 | 568    |                                                          |
| 1925 | 734    | in 162 Haushaltungen, davon 55 Katholiken und drei Juden |
| 1933 | 801    |                                                          |
| 1939 | 807    | in 226 Haushaltungen                                     |

## Kirche
Die vor 1945 in Kunow an der Straße anwesende Bevölkerung gehörte mit weitaus überwiegender Mehrheit der evangelischen Konfession an. Kunow bildete ein eigenes evangelisches Kirchspiel. Die Katholiken aus Kunow gehörten zum katholischen Kirchspiel Stargard i. Pom.
Die Dorfkirche ist ein Feldstein-Bau aus dem späten Mittelalter mit einem rechteckigen Grundriss. Auf den Feldstein-Unterbau des 52 Meter hohen gotischen Kirchturms ist ein hölzerner Oberbau aufgesetzt, der aus einem mit Schindeln abgedeckten Helm mit einem schlanken Spitzturm besteht. Die Innenarchitektur der Kirche einschließlich der Innenausstattung stammt aus dem Anfang des 18. Jahrhunderts und weist Vergoldungen auf.
Zum Kirchenbesitz gehörten 50 Hektar Ackerfläche und 20 Hektar Wiesen. Um 1780 hatte das Dorf einen Prediger, einen Küster und ein Predigerwitwenhaus.